# Shit

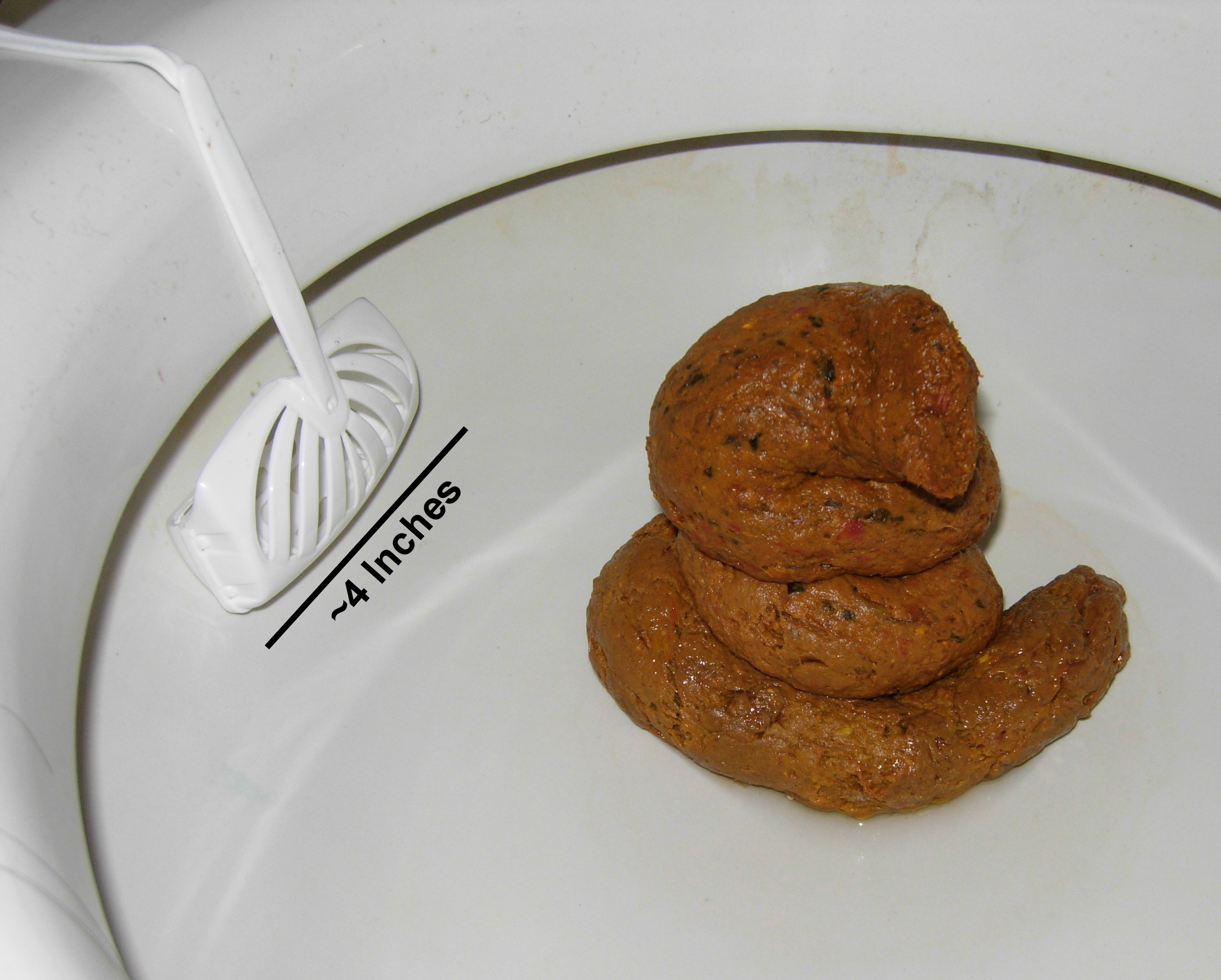

Shit은 영어로 대변을 의미하며, 비속어로 사용된다. 어원은 고대 라틴어 skīta 에 거슬러 올라간다. 이 단어는 로마 제국 시대 전인 문자 사용 이전에 게르만 민족에 의해 사용되었다. 이 말은 고대 영어에서 scitte으로 변형되고, 중기 영어에서는 schītte으로 변형되었다.
영국 영어와 아일랜드 영어에서는 변종으로 shite를 사용하기도 한다.

## 같이 보기
- 배변
- 측간
- 욕설
- 7가지 더러운 단어